# Нижняя Ильиновка
Ни́жняя Ильи́новка (Леводымка) — село в Михайловском районе Амурской области России.
Административный центр Нижнеильиновского сельсовета.

## География
Село Нижняя Ильиновка стоит на левом берегу реки Дим (левый приток Амура).
Село Нижняя Ильиновка расположено к северу от районного центра Поярково.
Автомобильная дорога к селу Нижняя Ильиновка идёт от Поярково через сёла Зелёный Бор, Красный Восток и Коршуновку. Расстояние до Поярково — 40 км.
В 5 км севернее Нижней Ильиновки проходит автодорога областного значения Благовещенск — Тамбовка — Райчихинск.
От села Нижняя Ильиновка на правый берег реки Дим идёт дорога к селу Ярославка.

## Население
| 2002 | 2010 | 2012 | 2013 | 2014 | 2015 | 2016 |
| ---- | ---- | ---- | ---- | ---- | ---- | ---- |
| 375  | ↘314 | ↘311 | →311 | ↘303 | ↘294 | ↗300 |
| 2017 | 2018 |      |      |      |      |      |
| ↘293 | ↘283 |      |      |      |      |      |

По данным переписи 1926 года по Дальневосточному краю, в населённом пункте числилось 52 хозяйства и 290 жителей (146 мужчин и 144 женщины), из которых преобладающая национальность — украинцы (42 хозяйства).

## Улицы
| - ул. Восточная, - ул. Кооперативная, - ул. Октябрьская, | - ул. Пионерская, - ул. Советская, - ул. Трудовая. |

## Экономика
Сельскохозяйственные предприятия Михайловского района.